# Shota Arai (fodboldspiller, født 1988)
Shota Arai (født 1. november 1988) er en japansk fodboldspiller.
Han har spillet for flere forskellige klubber i sin karriere, herunder Tokyo Verdy og Kawasaki Frontale.